# 母成峠
母成峠（ぼなりとうげ）は、福島県郡山市と猪苗代町の間にある峠。標高は972メートル。保成峠とも呼ばれる。

## 概要
郡山市熱海町地区と猪苗代町中ノ沢地区を結ぶ道が安達太良山と川桁山の間の分水嶺の稜線を超えている。
1868年10月6日（慶応4年8月21日 (旧暦)）には会津藩境を守る旧幕府軍と新政府軍の戦い「母成峠の戦い」が起こった。現在、付近には古戦場碑や戦死者の慰霊碑が建てられ、当時の土塁が残る古戦場付近には達沢不動滝へつながる遊歩道（山歩き用の服装が必要）が整備されている。
1976年（昭和51年）9月1日にはこの峠を通過する福島県道路公社の有料道路母成グリーンラインが供用開始され、2006年（平成18年）9月1日には料金徴収期間満了により無料開放された。現在の福島県道24号中の沢熱海線。

## 防塁
1600年（慶長5年）、関ヶ原の戦い前の徳川家康との闘いに備えて上杉景勝により築かれた。
1868年（慶応4年）、戊辰戦争での新政府軍との戦いに備えて会津藩がこれを改修して再利用した。
現在、古戦場碑の建つ駐車場から少し山に入った辺りに土塁等が残る。